# Filicrisia
Filicrisia is een geslacht van mosdiertjes uit de familie van de Crisiidae en de orde Cyclostomatida.

## Soorten
- Filicrisia allooeciata Liu, 2001
- Filicrisia franciscana (Robertson, 1910)
- Filicrisia geniculata (Milne Edwards, 1838)
- Filicrisia smitti (Kluge, 1946)